# Dolly Robinson
Pour les articles homonymes, voir Robinson.
Dolly Robinson, née le 26 octobre 1901 à Dublin où elle est morte le 4 novembre 1977, est une artiste et une designer de théâtre irlandaise.

## Biographie

### Jeunesse
Dolly Robinson est née Dorothy Travers Smith à Dublin le 26 octobre 1901. Elle est la fille du docteur Richard Travers Smith FRCPI et d'Hester (née Dowden). Son grand-père maternel est Edward Dowden (en), un célèbre critique littéraire. Robinson étudie d'abord l'art avec Estella Salomon puis assiste au Chelsea College of Arts à Londres, vivant avec sa mère à Cheyne Gardens.

### Carrière
Elle commence la conception du théâtre et conçoit en 1926 l'ensemble de la mise en scène de l'Abbey Theatre pour The Emperor Jones (en) par Eugene O'Neill. En 1927, l'Abbey lui passe commande de nouveau pour la création des costumes de César et Cléopâtre par George Bernard Shaw. À la suite de ce travail, l'Abbey Theatre lui commande la production d'ensembles et de costumes, et elle travaille avec le théâtre en permanence entre 1927 et 1935.
Pour la première de la pièce de Shakespeare Le Roi Lear, en 1928 des dessins futuriste de Travers Smith sont employées. Elle travaille également sur Fighting the Waves Yeats, dont Ninette de Valois est la chorégraphe, et sur Fedelma, ainsi que sur John Bull's Other Island de G. B. Shaw et sur Ever the Twain de Lennox Robinson. Dans son autobiographie, Lennox Robinson se souvient du travail de Travers Smith avec Norah McGuinness sur la conception pour Plays for Dancers. Elle présente une œuvre à la Royal Hibernian Academy en 1936 et a un spectacle solo en 1938.
Robinson crée son studio, surnommé le grimery, sur le North Frederick Street à Dublin. Le studio d'Harry Clarke se trouve dans la même rue, et Robinson est également devenu amis avec Thomas MacGreevy et la famille Yeats. Elle pense avoir héritée de quelques capacités psychiques,et elle pratique l'écriture automatique. W. B. Yeats a incorporé l'un de ses esprits, Thomas d'Odessa, dans son poème Vision. Yeats la surnomme de Chinatown en raison de son apparence légèrement asiatique. Yeats lui dit, en 1929, « vous combinez des sensibilités esthétiques et la nouveauté avec une compréhension des nécessités de la scène ». Micheál Mac Liammóir la décrit dans son autobiographie comme « facile à connaître, débordant de bonne nature, bardé d'esprit ».
Robinson conçoit les costumes pour deux productions de Yeats en 1934 : The resurrection et The king of the clock tower. En 1936, elle expose pour la seule et unique fois à la Royal Hibernian Academy avec Bungalows. Elle expose 49 œuvres, dont de nombreux paysages irlandais, au 7 St Stephen's Green en 1938. En 1943, elle expose Donegal in March à l'Irish Exhibition of Living Art (en). Robinson est membre du Dublin United Arts Club, y organisant des expositions. Elle est la commissaire du musée Joyce à Sandycove pour une courte période dans les années 1960.

### Mariage et fin de vie
Elle épouse Lennox Robinson le 8 septembre 1931 à la greffe de Chelsea. Le couple part en lune de miel en Amérique profitant d'une tournée de l'Abbey. À leur retour à Dublin, ils s'installèrent dans Sorrento Chalet, Dalkey. En raison de l'homosexualité de Lennox et de son alcoolisme, le mariage fut malheureux. Le couple n'avait pas d'enfants. Robinson a également bu de façon excessive. Le couple quitte Sorrente Cottage vers 1949 et déménage pour un appartement sur Longford Terrasse, Monkstown. Robinson meurt le 4 novembre 1977, dans une maison de soins infirmiers de Dublin. Elle est enterrée à la cathédrale Saint-Patrick, Dublin avec son mari.
La Crawford Art Gallery converve la peinture Cordyline palmiers de 1935 et un dessin au fusain représentant Margaret Clarke,. La correspondance de Robinson et Lennox se trouve dans les collections de la bibliothèque du Trinity College de Dublin.